# شاهین‌ماهی پوزه‌بلند
 صیادماهی پوزه‌بلند(نام علمی: Oxycirrhites typus) نام یک گونه از تیره صیادماهیان است.